# Controverses de Noël
Les controverses de Noël désignent les polémiques qui surgissent autour des célébrations païennes ou religieuses des fêtes de Noël.

## Contexte
La fête de Noël a depuis longtemps dépassé la communauté chrétienne. Au Japon par exemple, où résident très peu de chrétiens (surtout depuis la destruction de Nagasaki, qui en abritait le plus grand nombre), « X’Mas, Christmas » est la fête la plus importante de l’année. La fête juive de Hanoucca, qui a lieu aussi en décembre, peut être influencée par Noël : des enfants juifs réclament cadeaux et arbres de Noël. Des musulmans le fêtent ; ils achètent à l’occasion des dindes halal. Des sikhs, des hindous, des paganistes fêtent Noël également.
Les Français, qui se disent selon les études entre 20 et 40 % sans religion fêtent quasi unanimement Noël qu’ils considèrent comme la fête païenne des enfants. « C’est, pour tous la fête de la victoire de la lumière sur la nuit ». Aux États-Unis, les athées font de même « La plupart des athées ont grandi dans des foyers religieux, et la plupart d'entre nous ont grandi avec la célébration de fêtes religieuses. Nous avons des souvenirs d'enfance de Noël ou de Hanoucca, des repas de famille, de la joie des Fêtes ».
Mais depuis le début des années 2000, dans une situation de crise mondiale autour des religions[réf. nécessaire], chacun affûte ses armes identitaires, d’où la multiplication des controverses.

## Afrique du Sud
L’Afrique du Sud post apartheid est laïque. Néanmoins, les fêtes chrétiennes de Noël et du Vendredi Saint sont restées des jours fériés.
En juin 2012, la Commission des droits des communautés culturelles, religieuses et linguistiques a tenu des audiences publiques dans tout le pays pour évaluer les plaintes des groupes minoritaires qui trouvent cette discrimination injuste et qui demande la révision de la liste des jours fériés,,.
Le 17 avril 2013, la Commission a publié ses recommandations. Elle prône notamment la suppression de certains jours fériés chrétiens existants, pour les remplacer par des jours fériés des religions non chrétiennes,.

## Allemagne
En 2013, dans un quartier multiethnique de Berlin : Kreuzberg, le gouvernement local a voulu donner des noms religieusement neutres pour les festivités. Ainsi le marché de Noël a été rebaptisé « Winterfest » (« fête de l'hiver »), tandis que la fête du ramadan a été rebaptisée « Sommerfest » (« fête de l'été »). L'Union chrétienne-démocrate a exprimé sa préoccupation. Selon le Tagesspiegel, un pasteur protestant a même déclaré que la neutralité religieuse serait la marque des États dictatoriaux.

## Australie
En juillet 2013, le comté de Bland, une zone d'administration locale dans le centre de la Nouvelle-Galles du Sud en Australie, adopte une nouvelle loi qui interdit d’accrocher dans la ville des bannières à connotation politique, sexuelle, raciale ou religieuse. La conséquence de cette loi est donc l’interdiction de certains affichages pour Noël ou Pâques qui sont jugés « trop offensants ».
L’ancien responsable du conseil du comté, David Bolte, juge que le « politiquement correct rend fou » et que cette loi est discriminatoire pour les chrétiens.

## Belgique
En 2012, le Marché de Noël de Bruxelles est renommé « Plaisirs d'Hiver ». L’opposition y voit une volonté de ne pas offenser la minorité musulmane de Bruxelles.

## Canada
En 2007, une polémique est née quand une école publique d’Ottawa a fait chanter la chanson Silver Bells en remplaçant le mot « Noël » par le mot « festif »,.
En 2011, à Embrun, Ontario, une école a annulé le spectacle de Noël et l'a remplacé par un concert d'hiver en février 2012.

## Chine
Noël est de plus en plus fêté en Chine. Selon les instituts gouvernementaux chinois, la Chine compte 23 millions de protestants et 5,7 millions de catholiques. Le nombre réel de chrétiens est beaucoup plus grand, peut-être 100 millions. De plus, chaque année, 275 000 étudiants chinois s’inscrivent dans les universités américaines, d’autres font leurs études au Canada et en Angleterre. En revenant en Chine, souvent ils continuent à pratiquer cette tradition et la communiquent à leurs camarades. Le gouvernement chinois, officiellement athée, ne voit pas cela d’un bon œil et encadre très strictement les pratiques religieuses. Ainsi en décembre 2014, à Wenzhou, les autorités locales affirment « vouloir inciter les écoles à porter davantage d'attention aux fêtes traditionnelles chinoises » : solstice d'hiver, hommage à Confucius « plutôt que de se concentrer sur les fêtes occidentales ». Wenzhou est symbolique. En effet, parfois baptisée la « Jérusalem de l'Orient », sa communauté chrétienne est estimée à un million de personnes. C’est la « plaque tournante » des missionnaires chrétiens en Chine. Un porte-parole de l’université de Wenzhou déclare que les étudiants étaient invités « à attacher plus d’attention aux traditions chinoises » et à ne pas « idolâtrer les fêtes étrangères ».

## États-Unis
Dans l’Amérique coloniale, les puritains de la Nouvelle-Angleterre désapprouvaient la célébration de Noël. Elle a été interdite à Boston de 1659 à 1681,. Cette interdiction a été levée par le gouverneur anglais Edmund Andros, mais ce n’est qu’au milieu du XIXe siècle que la célébration de Noël est devenue à la mode dans la région de Boston. Après la Déclaration d'indépendance, en 1776, Noël n’était pas largement célébrée aux États-Unis.
L’historien Stephen Nissenbaum soutient que la célébration moderne de Noël aux États-Unis s’est développée dans l'État de New York à partir d’anciennes traditions anglaises et néerlandaises. Initialement, la fête consistait, pour des groupes d’adolescents, à demander de maison en maison de l'alcool et de la nourriture. Il a donc été souhaité de transformer cette fête pour la focaliser sur le bonheur des enfants, et empêcher ainsi les adolescents de devenir gourmands et alcooliques. Le jour de Noël n'a été promulgué « jour férié » par le Congrès des États-Unis qu'en 1870.
Avant l'Époque victorienne, Noël aux États-Unis est une fête religieuse observée seulement par les catholiques romains, les épiscopaliens et les luthériens. Son importance a été souvent considérée comme secondaire par rapport à celles de l'Épiphanie et de Pâques.
Comme ce fut le cas avec d'autres fêtes chrétiennes, Noël a emprunté des éléments des peuples païens, notamment les apparats de la fête scandinave de Yule tels que les bougies, le houx, le gui et les sapins. Pour cette raison, certaines sectes protestantes, comme les puritains, ont rejeté celle de Noël, la considérant uniquement comme un jour férié païen. D'autres ont rejeté les aspects païens de la fête, mais voulaient conserver « l'essence » de la fête comme une célébration de la naissance du Christ. Cela créa de vifs débats au sein des confessions protestantes sur la juste façon de célébrer Noël.
Au début du XXe siècle, des écrivains chrétiens tels que C. S. Lewis avaient déjà noté une scission nette entre les pratiques religieuse et laïque de Noël. Dans « Xmas and Christmas: A Lost Chapter from Herodotus », Lewis décrit la célébration dans un pays imaginaire "Niatirb" ("Britain" à l'envers), de deux fêtes simultanées : la première « Exmas", est une fête commerciale accompagnée de fortes consommations de boissons alcoolisées. La seconde, "Crissmas", est pratiquée dans les temples de Niatirb. Le narrateur demande à un prêtre pourquoi ils ont gardé « Crissmas » le même jour que « Exmas ». Il reçoit la réponse suivante :
« Il n’est pas permis, O Étranger, pour nous de changer la date de Crissmas, mais peut-être que Dieu pourrait dire aux Niatirbians de déplacer Exmas à un autre moment ou de la supprimer complètement car la débauche commerciale de Exmas les distrait des choses sacrées ».
En décembre 1957 la Church League of America (en) une organisation conservatrice cofondée en 1937 par George Washington Robnett, a condamné l'utilisation commerciale de Noël dans un article intitulé "X = la quantité inconnue".
En décembre 1966 Gerald LK Smith (en) a affirmé que « X’Mas » était une « omission blasphématoire du nom du Christ » car le « X » est, en mathématique, le symbole de l'inconnue. Smith accuse également les juifs d’avoir créé le Père Noël pour faire oublier les préceptes du Nouveau Testament de Jésus. Il accuse les Nations unies d'avoir, à la demande de la « juiverie mondiale », « interdit le nom du Christ ». Au-delà de ces accusations antisémites, il décrit une histoire bien documentée de l'utilisation du "Χ" de "X'Mas", en fait un « chi » grec, comme abréviation de "Christ" (Χριστός) et peut-être comme aussi un symbole de la croix,. Ainsi, l'abréviation apparaît sur de nombreuses icônes religieuses orthodoxes.
De nos jours, le jour de Noël est toujours considéré comme férié par le gouvernement des États-Unis. Cependant, des groupes de liberté de pensée soutiennent que des traditions de Noël financées par le gouvernement violeraient la constitution américaine, plus particulièrement le premier amendement interdisant au Congrès la mise en place d'une religion d'État. Le débat sur l'opportunité des manifestations religieuses dans les écoles publiques, les palais de justice et autres bâtiments gouvernementaux, ont eu lieu au cours des dernières années.
La Cour suprême, lors du procès Lynch contre Donnelly en 1984, a autorisé le financement par le gouvernement de manifestations fêtant Noël. Les limites exactes de cette décision sont imprécises et des affaires judiciaires continuent, par exemple sur le fait d’autoriser des chants de Noël dans les écoles publiques. Mais aucun cas n'est remonté jusqu'à la Cour suprême américaine.
En 1984, la Cour suprême a déclaré par 5 voix contre 4 qu'une crèche était constitutionnelle notamment car elle faisait partie d'un ensemble avec d'autres éléments plus laïques tels qu'un arbre de Noël et une maison du père Noël. Mais en 1988, la Cour a statué à nouveau, par 5 voix contre 4, déclarant qu'une crèche dans un palais de justice était inconstitutionnelle car cette fois, la crèche n'était pas accompagnée par un arbre de Noël ou une maison du père Noël. Pour ajouter à la confusion, la Cour, dans la même affaire, a autorisé un chandelier à neuf branches juif de 6 mètres mais apparemment seulement parce que celui-ci était près d'un arbre de Noël de 15 mètres.
Au cours des dernières décennies aux États-Unis, pour respecter la sensibilité d’une population très multiculturelle, le gouvernement fédéral et les entreprises ont eu tendance à diminuer l’emploi du mot « Noël » et au profit du terme générique de « vacances d’hiver ». Cela permet d’inclure sous le même vocable les fêtes non chrétiennes concomitantes telles que la fête juive d'Hanoucca ou la fête afro-américaine de Kwanzaa. Les aspects non religieux de Noël, comme les arbres de Noël, les lumières et la décoration sont encore mis en évidence. Ils sont présents dans plusieurs chaînes de grands distributeurs américains, comme Wal-Mart, Macy's et Sears. La formule d’accueil des clients « Joyeuses Fêtes » a remplacé le « Joyeux Noël »,. En 2008, en Floride, faute de respecter ces consignes, une jeune femme, Tonia Thomas, a été licenciée ".
Au début des années 2010, les camps favorables et opposés à la célébration de Noël s’affrontaient à coup de campagne publicitaire. Les médias ont surnommé cela "War on Christmas" (la Guerre de Noël). Ainsi en 2012, Une association athée américaine écrivait sur de grandes affiches à Times Square, New York « Keep The Merry, Dump The Myth » : « Gardez le joyeux, oubliez le mythe », chacune de ces propositions étant respectivement suivie d'une photo du père Noël et d'une image de Jésus. À cela le "Tea Party" répondait 'It is Not happy holidays, It's Merry Chrismas". En 2014, il semble que les partisans de Noël aient gagné cette "War on Christmas": 72 % des Américains disent que les crèches devraient être autorisées dans les espaces publics gouvernementaux. 44 % le confirment même si les symboles d'autres confessions religieuses sont interdits. Seuls 20 % des Américains disent que les crèches ne devraient pas être autorisées dans les espaces publics gouvernementaux. 4 Américains sur 5 préfèrent "Joyeux Noël" à Joyeuses vacances". De même, 3 Américains non religieux sur 4 préfèrent "Joyeux Noël",.
En décembre 2014, des personnes de la communauté juive se plaignent qu'à la bibliothèque publique de Boston, le chandelier à neuf branches juif de la fête simultanée de Hanoucca n'est pas présenté à égalité avec les décorations chrétiennes de Noël.
Les Américains juifs et non juifs mélangent de plus en plus les fêtes de Hanouca et de Noël. Le mot-valise 'Chrismukkah' désigne ce Syncrétisme. Cela inquiète les juifs les plus orthodoxes car ils craignent que cela soit un pas supplémentaire vers l’assimilation complète des juifs américains. Cela favoriserait, en effet les rencontres puis les mariages mixtes. Ceux-ci croissent significativement 6 % en 1950, 25 % in 1974, 45 % en 2000, 71 % en 2013. À terme, cela conduirait à la disparition des juifs américains en tant que communauté. Les juifs orthodoxes et des organismes israéliens lancent des campagnes agressives pour critiquer les membres de leur communauté qui fêtent Noël.
Certaines sectes et communautés chrétiennes rejettent l'observance de Noël pour des raisons théologiques. Il s'agit notamment :
- des Témoins de Jéhovah ;
- des membres du Judaïsme messianique ;
- de la plupart des sectes Sabbatariennes (en) : comme la « Véritable Jésus Église » et de l'« Église de Dieu (Septième Jour) » ;
- des « Iglesia ni Cristo » aux États-Unis mais aussi au Brésil ;
- de certaines Églises réformées et fondamentalistes de diverses obédiences, comme les Églises baptistes indépendantes[55], les membres du Mouvement de la sainteté, les pantecôtistes unitariens[56] et les églises du Christ[57],[58],[59],[60],[61],[62].

## Espagne
En 2013, le ministère de l'éducation de la province autonome des Asturies a envoyé une circulaire aux écoles leur demandant de supprimer les termes trop religieux de Noël, Pâques et "semaine sainte", quand sont évoqués les jours fériés et les vacances. Cela entraîne un vif débat entre les syndicats favorables à cette mesure comme SUARTA (es) ou CCOO et ceux farouchement hostiles comme CONCAPA, la Confédération nationale des parents d'élèves catholique. Ces derniers parlent d'"attaque stupide" et sont convaincus que les gens continueront à utiliser les anciens termes, Noël et Pâques.

## Finlande
En Finlande, le 25 décembre n'est pas un jour férié. En revanche, à la différence des autres fêtes, les transports publics s'arrêtent presque entièrement dans l'après-midi du 25 décembre.
Des militants athées et des syndicats de libres penseurs, estiment que les fêtes religieuses dans le calendrier officiel des jours fériés violent la liberté de pensée et de la neutralité religieuse de l'État. Des fêtes de l'église évangélique luthérienne, la principales religion finlandaise, doivent donc être retirées de la liste des jours fériés dans le cadre de la séparation de l'Église et de l'État,,.

## France
Le statut des crèches de Noël dans l'espace public suscite des polémiques et diverses décisions de Justice contradictoires dans les années 2010 opposant une lecture littérale des règles nationales relatives à la laïcité et les traditions locales au sujet de l'installation de crèches de Noël par des personnes publiques. Le flou amène le Conseil d’État à se prononcer sur le fond en novembre 2016 en posant un principe d'interdiction et ses exceptions possibles.

### Chronologie

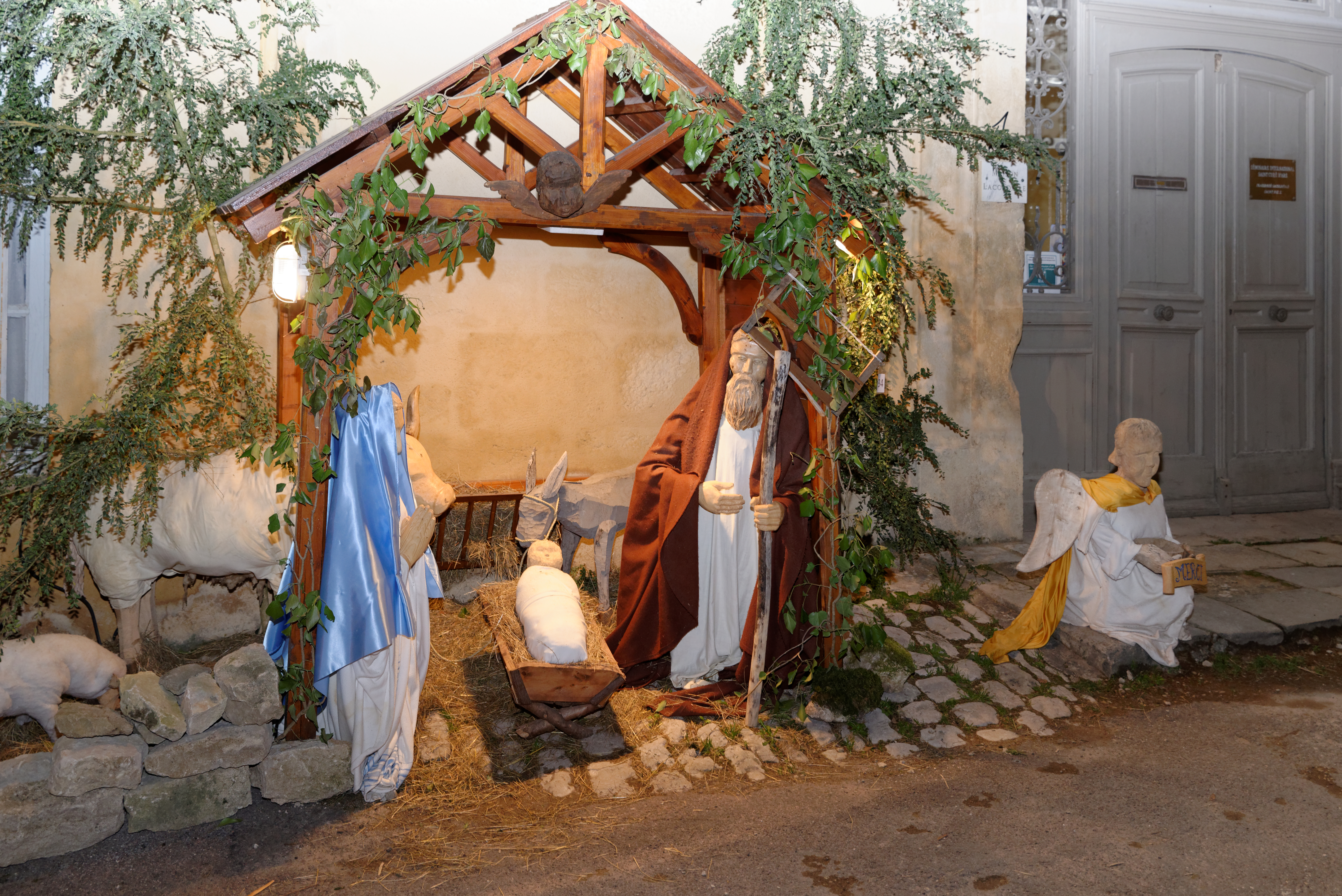
Crèche à Flavigny-sur-Ozerain.

Le litige a trait à la question de savoir si une crèche de la Nativité est en soi un signe ou un emblème religieux ou un signe culturel, et donc de la licéité de sa mise en place par une personne publique dans un espace public. La multiplication des litiges s’explique à la fois par un refus accru de la présence de tout signe religieux chrétien dans l’espace public, par les libres penseurs et par les autres religions, mais aussi par la multiplication de ces crèches par des élus voulant rappeler le passé chrétien de la France. Pour Nadine Cretin, historienne à l’EHESS la tradition de la crèche est plus culturelle que religieuse car elle est pratiquée au-delà des familles chrétiennes. « C'est indéniablement une scène chrétienne puisqu'elle représente la naissance du Christ. Mais il est certain qu'elle a depuis longtemps dépassé la sphère religieuse. Il s'agit d'une tradition, d'un rite de la fin de l'année pour beaucoup de familles, chrétiennes ou non. » Jusqu'aux années 2000, la mairie de Paris, par exemple, présentait une crèche sur la place de l’hôtel de ville.
En 2010, pour la première fois, le tribunal administratif d'Amiens annule la délibération du conseil municipal de Montiers prévoyant d'installer une crèche sur la place du village. En 2011, des polémiques surgissent en région parisienne. La polémique s'amplifie en décembre 2014 avec la controverse née de l'initiative du conseil général de la Vendée contestée par la Fédération nationale de la libre-pensée d'installer une crèche à l’hôtel de département,. L'affaire est l'objet de jugements contradictoires jusqu'à la décision du Conseil d'État, la plus haute instance du droit administratif français en novembre 2016. Pour protester contre ces interdictions, plusieurs maires Front national décident d’installer des crèches dans leur mairie, comme à Cogolin et Beaucaire, alors que la municipalité PS de Metz monte la sienne comme à l'accoutumée. En décembre 2014, le tribunal administratif de Montpellier rejette la demande d'enlèvement d'une crèche dans la mairie de Béziers,. Une décision identique est rendue à Melun. Selon un sondage Ifop, « 71 % des Français sont « plutôt favorables » à la présence de crèches de Noël dans les administrations et les bâtiments publics ». Charlie Hebdo consacre sa une du 10 décembre 2014 à une caricature sur le sujet. D’autres polémiques ont eu lieu à Castres et à Saverne.
En novembre 2015, l’association des maires de France (AMF), interpelle « le ministre en charge de l’Intérieur sur l’hétérogénéité actuelle des jurisprudences, en particulier concernant l’installation des crèches de Noël en mairie ou dans des bâtiments publics, qui nuit à la compréhension de la règle par les élus et par les citoyens. Une clarification législative lui semble en effet souhaitable »,.
Cette volonté de limitation d’une pratique autant culturelle que religieuse et quelques jours après les attentats de novembre 2015 provoque une vive polémique,. L'instance gouvernementale l'Observatoire de la laïcité qui assiste le gouvernement dans l'application des principes de laïcité a temporisé en déclarant « Si un particularisme local fait que la crèche peut prendre place dans une manifestation traditionnelle, folklorique et temporaire, alors elle pourra être installée ». Le même observatoire a rappelé que la loi de 1905 « laisse une large marge d'appréciation dans la qualification ou non d'emblème religieux de ces représentations figuratives », une crèche « présentée dans un cadre culturel pour une courte durée » pouvant être considérée comme une « exposition » (exception prévue et autorisée dans l'article 28 de la loi de 1905).

### Décision du Conseil d'État en 2016
Saisi sur les situations les cas de Melun et du département de la Vendée pour lesquelles les tribunaux administratifs avaient rendu des jugements contradictoires, le Conseil d’État rend sa décision le 9 novembre 2016 sur la base de l'article 28 de la loi de 1905, qui met en œuvre le « principe de neutralité, qui pose le principe de l'interdiction l’installation, par des personnes publiques, de signes ou emblèmes qui manifestent la reconnaissance d’un culte ou marquent une préférence religieuse ». Cet article disposant qu'« il est interdit, à l’avenir, d’élever ou d’apposer aucun signe ou emblème religieux sur les monuments publics ou en quelque emplacement public que ce soit, à l’exception des édifices servant au culte, des terrains de sépulture dans les cimetières, des monuments funéraires ainsi que des musées ou expositions », le Conseil d'État pose donc le principe de l'interdiction de l'installation de signes ou emblèmes religieux par une personne publique.
Toutefois, il attribue aux crèches « une pluralité de significations » pouvant justifier des exceptions limitées : scènes chrétiennes de la Nativité mais aussi « éléments de décoration profanes ». Sous réserve de certaines conditions, l'installation d'une crèche par une personne publique peut être licite : celle-ci doit avoir un caractère temporaire, pendant les fêtes de fin d'année; elle doit présenter « un caractère culturel, artistique ou festif » et ne pas exprimer « la reconnaissance d'un culte ou une préférence religieuse », a fortiori éviter tout prosélytisme religieux. Elle doit également correspondre à « des usages locaux ». Concernant la localisation, le juge administratif rend la justification plus exigeante pour les « bâtiments publics », sièges d'une collectivité publique ou d'un service public, que dans les « autres emplacements publics ». Dans les premiers, l'autorisation n'est possible que si son « caractère culturel, artistique ou festif » est établi, alors que pour des lieux tels que parvis de mairie, accès aux bâtiments publics, marchés de Noël, l'installation de crèches peut être tolérée pendant les fêtes de fin d'année. Les conditions de licéité posées par le Conseil d'État étant susceptibles d'interprétation diverses, il est possible que la Justice soit saisie de contentieux ultérieurs.

## Pays-Bas
Une controverse de Noël est spécifique à la Hollande. En effet, pendant les fêtes de Noël, le pendant négatif du père Noël est le Père Fouettard. Ce personnage est appelé Zwarte Piet par les néerlandophones (Néerlandais et Belges néerlandophones), ce qui se traduit littéralement par « Pierre le Noir ». Ce personnage est donc noir de peau. Depuis mi 2013, ce fait entraîne des vives polémiques : « le Père Fouettard perpétue une vision raciste et stéréotypée du peuple africain et des personnes d’origine africaine qui apparaissent comme des citoyens de seconde zone. » voir article détaillé Polémiques de Zwarte Piet.
En octobre 2013, Verene Shepherd, la commissaire jamaïcaine de la commission des droits de l'homme des Nations unies a demandé l’arrêt de cette tradition. En 2014, la cour hollandaise reconnait son caractère raciste. Cependant, pour une grande partie de la population néerlandaise, dont 80 pour cent sont blancs d'après Associated Press, l'avis de la cour n'est pas acceptable car le personnage ne dénigre pas les Noirs. Le Premier ministre néerlandais, Mark Rutte, semble appuyer ce point de vue, en disant que, « Pierre le Noir  est noir. Il n'y a pas grand chose que je peux faire pour changer cela »,,.
On peut mettre en parallèle cette controverse avec celle, lancée par des Afro-Américains, qui critique le fait, raciste selon eux, que le père Noël reste systématiquement blanc dans une Amérique de plus en plus métissée.

## Israël
En 2009, à Jérusalem, le « lobby pour les valeurs juives », avec le soutien du rabbinat de Jérusalem, a distribué des tracts condamnant Noël et a appelé à un boycott des « restaurants et hôtels qui vendent ou mettent en place des arbres de Noël et autres symboles chrétiens stupides ». « les propriétaires d'hôtels, de restaurants et autres lieux publics ont été prévenus que mieux valait pour eux éviter d'utiliser des sapins, des chapeaux rouges et autres poupées en forme de père Noël dans leur décoration à l'approche des fêtes de fin d'année ». Cet avertissement a été assorti d'une menace à peine voilée. Ofer Cohen, le directeur du « lobby pour les valeurs juives » du Rabbinat, a déclaré « Nous envisageons de rendre publique une liste des établissements qui passeront outre et d'appeler ensuite à les boycotter ». Cela signifie que les restaurants contrevenants pourraient se voir retirer leur certificat de « cacheroute » délivré par le Grand Rabbinat ce qui les conduiraient à fermer leurs portes, faute de pouvoir accueillir les juifs observants.

## Italie
Au début des années 2000, des groupes de professeurs décident d'annuler les chants de Noël dans des écoles, à Trévise, Crémone, Bolzano par exemple, mais il y en a beaucoup d'autres, afin de ne pas heurter la sensibilité de leurs élèves musulmans dans des quartiers multiethniques. Cette décision entraîne des critiques unanimes. Ces critiques viennent même des responsables musulmans. Ainsi, Souad Sbai, président de la Confédération des Marocains en Italie déclare « Nous sommes choqués par le fait que certains enseignants à Bolzano ont décidé de ne pas chanter des chansons de Noël pour les enfants. (...) Nos enfants, en Italie, ont toujours célébré Noël. Nous condamnons cette instrumentalisation de la présence islamique en Italie (...) par ceux qui veulent mettre nos enfants en première ligne dans une bataille laïque qui ne nous concerne pas ».
Malgré cela, les écoles font de moins en moins de crèches. Les Chants de Noël sont remplacés par "des hymnes à la paix et l'égalité ». Un débat s'ouvre sur le thème " doit-on abandonner des traditions italiennes par respects des autres religions ?",.
Cependant les « parents, qui tiennent au respect de la tradition et revendiquent leurs valeurs et leur identité » obtiennent, par exemple en novembre 2015 la démission du maire de Rozzano, une ville de Lombardie qui a voulu « déchristianiser » les fêtes de fin d'année dans les écoles,.

## Norvège
Selon un sondage de 2013 : 68 % des Norvégiens acceptent que des messes de Noël soient organisées par les écoles, tandis que 14 % y sont opposés. 17 % sont sans opinion
Les partis politiques ont, pour la plupart, été favorable à laisser ce sujet à l’appréciation des écoles elles-mêmes, mais le gouvernement a souligné que les écoles qui participent aux messes de Noël doivent offrir une alternative pour les élèves qui ne veulent pas y assister et que les messes ne doivent pas avoir lieu le jour de la fermeture des écoles avant les vacances de Noël.
L’Association humaniste norvégienne (dont la grande majorité des membres sont agnostiques ou athées), le Défenseur des enfants et l'Union de l'éducation s’opposent à la pratique courante consistant à faire visiter aux élèves des écoles, des églises locales pendant les messes de Noël.

## Royaume-Uni
La première controverse de Noël documentée fut lancée par des chrétiens. Elle a commencé durant l'interrègne anglais, quand l'Angleterre était gouvernée par un parlement puritain, du début des années 1640 jusqu'à 1660. Ces puritains ont cherché à supprimer tous les éléments qu'ils considéraient comme païen dans le christianisme c'est-à-dire quand ils n’étaient par d'origine biblique. En 1647, ce parlement puritain anglais interdit la célébration de Noël qui était considéré comme "un festival papiste sans justification biblique", et qui de plus était un jour de gaspillage de denrée et de comportements immoraux. Le parlement remplace la fête par un jour de jeûne.
Les pro-Noël ont alors organisé des manifestations qui ont tourné à l’émeute dans plusieurs villes pendant plusieurs semaines. Canterbury a été contrôlé par les émeutiers, qui ont décoré les portes avec le houx et ont crié des slogans royalistes. Le livre « The Vindication of Christmas » (Londres, 1652), affirme, au contraire des puritains, que la célébration de Noël est une ancienne tradition anglaise. Cette tradition incluait des dîners avec des pommes rôties sur le feu, des jeux de cartes, des chants de Noël, des danses avec « des garçons de la campagne » et « des servantes »
La restauration du roi Charles II en 1660 a mis fin à l'interdiction, mais de nombreux membres du clergé continuent toujours à désapprouver la célébration de Noël. En Écosse, l'Église presbytérienne d'Écosse a également découragé cette fête. Jacques VI d'Écosse a ordonné sa célébration en 1618, mais la participation de l'église était rare.
Selon l'historien Ronald Hutton, la façon actuelle de célébrer Noël au Royaume-Uni est en grande partie le résultat de la volonté de Charles Dickens de relancer cette fête au milieu de l’époque victorienne. Hutton soutient que, Dickens, avec son conte 'Un chant de Noël', a cherché à construire une image de Noël comme une fête de générosité centrée sur la famille, en opposition avec les fêtes communautaristes organisées par les églises dont l’observance avait diminué entre la fin du XVIIIe et le début du XIXe siècle. Selon l'historien Alain Cabantous, ce n'est pas à l'Angleterre victorienne que l'on doit la forme contemporaine et occidentale de la célébration familiale de Noël avec son sapin et ses cadeaux emballés, mais au pasteur germanique Friedrich Schleiermacher à l'origine de la théologie du sentiment et qui développe en Allemagne au début du XIXe siècle une nouvelle sensibilité noëlique centrée sur l'enfant.
Au début des années 2000, en raison de l'évolution du paysage religieux au Royaume-Uni, les cartes de Noël mettant en vedette l'imagerie religieuse, comme la scène de la Nativité ou celle de la Vierge et l'Enfant, sont devenues moins fréquentes dans les grandes surfaces. Cependant, elles sont toujours facilement disponibles chez les plus petits magasins, ou chez ceux liés à des groupes religieux ou des organisations caritatives. Malgré cela, en 2004, l'Église d'État d'Angleterre s'est plainte lorsque des images religieuses ont été retirées de la traditionnelle série annuelle de timbre-poste spéciaux célébrant Noël. La déchristianisation de cette fête est telle que des médias anglais ont évoqué une « guerre de Noël » entre ceux qui veulent faire disparaître les symboles religieux lors de cette fête et les groupes traditionalistes chrétiens.

## Russie
Initialement, l'Union soviétique et certains autres régimes communistes, ont interdit de fêter ouvertement Noël. Ensuite, la plupart des coutumes traditionnellement associées à Noël, comme les arbres décorés, les cadeaux, et "Ded Moroz" : le Père Noël, ont été réintégrés dans la société soviétique, mais liés à la fête du Nouvel An. Cette tradition demeure de nos jours. Il convient, cependant, de noter que la plupart des chrétiens russes sont des orthodoxes qui utilisent toujours le calendrier Julien, donc les dates des fêtes religieuses (Noël, Pâques, etc.) ne coïncident pas avec celles de l’occident.

## Suède
En 2011 une loi sur l’école précise explicitement que les écoles publiques doivent être non-confessionnelles. Il y a eu, en conséquence de cette loi, un débat sur la tradition pour les écoliers d’aller dans les églises en décembre pour célébrer l'Avent, Noël ou La fête scandinave de Santa Lucia (appelé simplement Lucia). 80 000 Suédois ont signé une pétition « Adventsuppropet » initié par le journal Dagen et adressé au ministre de l'Éducation Jan Björklund. Les pétitionnaires ont exigé que les visites scolaires dans les églises continuent à être autorisées
Le ministre a répondu que les visites à l'église avant Noël restaient autorisées. Elles pourraient inclure des chants, des hymnes de Noël et un prêtre pourrait parler de l'Évangile de Noël. Par contre faire des prières ou bien lire une confession de foi ne serait plus conforme à la nouvelle loi.
En 2012, la radio d’état suédoise a estimé qu'environ un sixième des écoles ont modifié la façon dont elles commémorent les traditions de Noël en raison de la nouvelle loi.

## Turquie
La Turquie, dont la population est à 99,8 % musulmane, a adopté une version laïque de Noël. Le Père Noël y est nommé "Noel Baba", traduction littérale du terme français, pour éviter la terme plus religieux du "Santa Claus" anglo-saxon.
En décembre 2013, un groupe de jeunes musulmans a lancé une campagne anti-Père Noël, pour protester contre la célébration de Noël dans le pays. Pour eux c'est une « pratique chrétienne" qui n'a rien à voir avec la culture turque, le groupe a diffusé une affiche représentant le Père Noël qui est frappé par un musulman pieux.